# Philippine International 1974
Il Philippine International 1974 è stato un torneo di tennis giocato sul cemento. È stata la 2ª edizione del Philippine International facente parte del Commercial Union Assurance Grand Prix 1974. Si è giocato a Manila nelle Filippine dall'11 al 17 novembre 1974.

## Campioni

### Singolare
Ismail El Shafei ha battuto in finale  Hans-Jürgen Pohmann con il punteggio di 7–6, 6–1

### Doppio
Syd Ball /  Ross Case hanno battuto in finale  Mike Estep /  Marcelo Lara con il punteggio di 6–3, 7–6, 9–7